# David Benjamin Levy
David Benjamin Levy (* 1950 in New York City) ist ein US-amerikanischer Musikwissenschaftler.

## Leben
Levy wurde in New York geboren, wo er auch aufwuchs. Sein Studium absolvierte er an der Eastman School of Music in Rochester und schloss es 1979 mit der Promotion ab. Anschließend erhielt er eine Professur an der Wake Forest University in Winston-Salem, North Carolina.
Sein Spezialgebiet ist die Musik des 19. Jahrhunderts, insbesondere Beethoven.

## Publikationen
- Early Performances of Beethoven’s Ninth Symphony: A Documentary Study of Five Cities, Rochester, Diss., 1979, VIII, 445 S.
- Thomas Massa Alsager, Esq.: A Beethoven Advocate in London, in: 19th-Century Music, vol. 9, no. 2 (Autumn 1985), S. 119–127
- „Ritter Berlioz“ in Germany, in: Berlioz Studies (1992), S. 136–147
- Beethoven: The Ninth Symphony, New York: Schirmer Books 1995 – Zweite, überarbeitete Auflage, New Haven: Yale University Press 2023 (Google Books)
- Schooling the „Quintjäger“, in: The New Beethoven: Evolution, Analysis, Interpretation, hrsg. von Jeremy Yudkin, Rochester: University of Rochester Press, 2020, S. 437–447
- Friedrich Theodor Vischer, Louise Otto, and the Nibelungs, in: Music, a Connected Art: A Festschrift for Jürgen Thym, Baden-Baden 2023, S. 265–274